# 井伊文子
井伊 文子（いい ふみこ、1917年5月20日 - 2004年11月22日）は、尚昌の子女で琉球国王尚泰の曾孫。日本の歌人、随筆家。聞得大君（19代）。

## 生涯
1917年（大正6年）、尚昌の長女として生まれ、1934年（昭和9年）に女子学習院を卒業する。
1937年（昭和12年）に井伊直愛（後の彦根市長）と結婚。
佐佐木信綱のもとで短歌を学び、中城さうしをはじめ多くの作品を残した。
1972年に沖縄県の青少年育成を目的として法人・佛桑花の会を設立。2003年に沖縄タイムス出版文化賞を受賞した。
2004年11月22日に心不全により自宅で死去、24日に彦根市で告別式が行われ、遺骨の一部が伊是名玉陵に埋葬されている。
滋賀県肢体不自由児福祉協会理事長を勤めていた。

## 主な著作
- 美しく老いる
- 浄命
- 樹草とともに
- 佛桑花の花ひらく
- わがふるさと沖縄・琉球王尚家の長女として生まれ
- 沖縄県糸満市のひめゆりの塔そばの敷地内に歌碑が据えられている。